# Emplocia tricolor
Emplocia tricolor är en fjärilsart som beskrevs av Felder 1875. Emplocia tricolor ingår i släktet Emplocia och familjen mätare. Inga underarter finns listade i Catalogue of Life.